# Temporada 2017 del Campeonato de Europa de Rally
La temporada 2017 fue la edición 65º del Campeonato de Europa de Rally. Comenzó el 30 de marzo en el Rally de Azores y terminó el 8 de octubre en el Rally Liepāja.

## Calendario
| N.º | Fecha                    | Rally                       | Superficie | Resultados |
| --- | ------------------------ | --------------------------- | ---------- | ---------- |
| 1   | 30 de marzo - 1 de abril | 52. Azores Airlines Rallye  | Tierra     | Resultados |
| 2   | 4–6 de mayo              | 41.º Rally Islas Canarias   | Asfalto    | Resultados |
| 3   | 2–4 de junio             | 63. Seajets Acropolis Rally | Tierra     | Resultados |
| 4   | 16–18 de junio           | 46. Cyprus Rally            | Mixto      | Resultados |
| 5   | 3–5 de agosto            | 26. Rajd Rzeszowski         | Asfalto    | Resultados |
| 6   | 25–27 de agosto          | 47. Barum Czech Rally Zlín  | Asfalto    | Resultados |
| 7   | 15–17 de septiembre      | 5. Rally di Roma Capitale   | Asfalto    | Resultados |
| 8   | 6–8 de octubre           | Rally Liepāja               | Tierra     | Resultados |

## Resultados

### Campeonato de pilotos
| Pos. | Piloto                    | POR | ESP | GRE | CYP | POL | CZE | ITA | LVA | Puntos |
| ---- | ------------------------- | --- | --- | --- | --- | --- | --- | --- | --- | ------ |
| 1    | Kajetan Kajetanowicz      | 27  | 2   | 1   | 14  | 2   | 5   | 2   | Ret | 145    |
| 2    | Bruno Magalhães           | 1   | 3   | 2   | Ret | 9   | 9   | 3   | Ret | 121    |
| 3    | Bryan Bouffier            |     | 9   |     |     | 1   | 10  | 1   |     | 84     |
| 4    | Alexey Lukyanuk           | Ret | 1   |     |     |     | 2   | Ret | Ret | 73     |
| 5    | Marijan Griebel           | 2   | 10  |     |     | 3   | 6   |     |     | 62     |
| 6    | Grzegorz Grzyb            |     | Ret | 3   |     | 4   | Ret | 4   |     | 60     |
| 7    | Nikolay Gryazin           | 5   | 11  | Ret | 29  | Ret | 14  | 8   | 1   | 59     |
| 8    | Nasser Al-Attiyah         |     |     | Ret | 1   |     |     |     |     | 45     |
| 9    | Jan Kopecký               |     |     |     |     |     | 1   |     |     | 39     |
| 10   | Lukasz Habaj              | Ret | Ret |     |     | 7   | 13  | 7   | 3   | 37     |
| 11   | José Antonio Suárez       | Ret | 16  |     |     | 6   | 15  | 27  | 4   | 37     |
| 12   | Kalle Rovanperä           |     |     |     |     |     |     |     | 2   | 30     |
| 13   | Pepe López                | 4   | 6   |     |     | Ret | 20  | Ret | Ret | 30     |
| 14   | Alberto von Thurn y Taxis | Ret | 14  | Ret | 4   | 15  | 42  | 26  | 5   | 29     |
| 15   | Alexandros Tsouloftas     |     |     | 4   | 8   |     |     |     |     | 26     |
| 16   | Panikos Polykarpou        |     |     |     | 2   |     |     |     |     | 26     |
| 17   | Roman Kresta              |     |     |     |     |     | 3   |     |     | 24     |
| 18   | Josh Moffett              | 3   |     |     |     | 8   | 18  |     |     | 24     |
| 19   | Christos Demosthenous     |     |     |     | 3   |     |     |     |     | 20     |
| 20   | Sylvain Michel            |     | 8   |     |     | 5   |     |     |     | 20     |

### ERC 2
| Pos. | Piloto         | Puntos |
| ---- | -------------- | ------ |
| 1    | Tibor Érdi jr. | 176    |

### ERC 3
| Pos. | Piloto       | Puntos |
| ---- | ------------ | ------ |
| 1    | Chris Ingram | 157    |

### ERC Ladies
| Pos. | Piloto          | Puntos |
| ---- | --------------- | ------ |
| 1    | Tamara Molinaro | 207    |

### ERC Junior U27
| Pos. | Piloto       | Puntos |
| ---- | ------------ | ------ |
| 1    | Chris Ingram | 139    |

### ERC Junior U28
| Pos. | Piloto          | Puntos |
| ---- | --------------- | ------ |
| 1    | Marijan Griebel | 138    |

### Campeonato de equipos
| Pos | Equipo                      | Puntos |
| --- | --------------------------- | ------ |
| 1   | Castrol Ford Team Turkiye   | 153    |
| 2   | ACCR Czech Team             | 151    |
| 3   | Opel Rallye Junior Team     | 148    |
| 4   | Lotos Rally Team            | 104    |
| 5   | Sports Racing Technologies  | 82     |
| 6   | RallyTechnology             | 78     |
| 7   | Peugeot Rally Academy       | 72     |
| 8   | Gemini Clinic Rally Team    | 64     |
| 9   | ADAC Opel Junior Rally Team | 61     |
| 10  | Botka - Tlusťák Racing      | 56     |